# Rohoschtschi
Rohoschtschi (ukrainisch Рогощі; russisch Рогощи Rogoschtschi) ist ein Dorf in der ukrainischen Oblast Tschernihiw mit etwa 80 Einwohnern (2001).

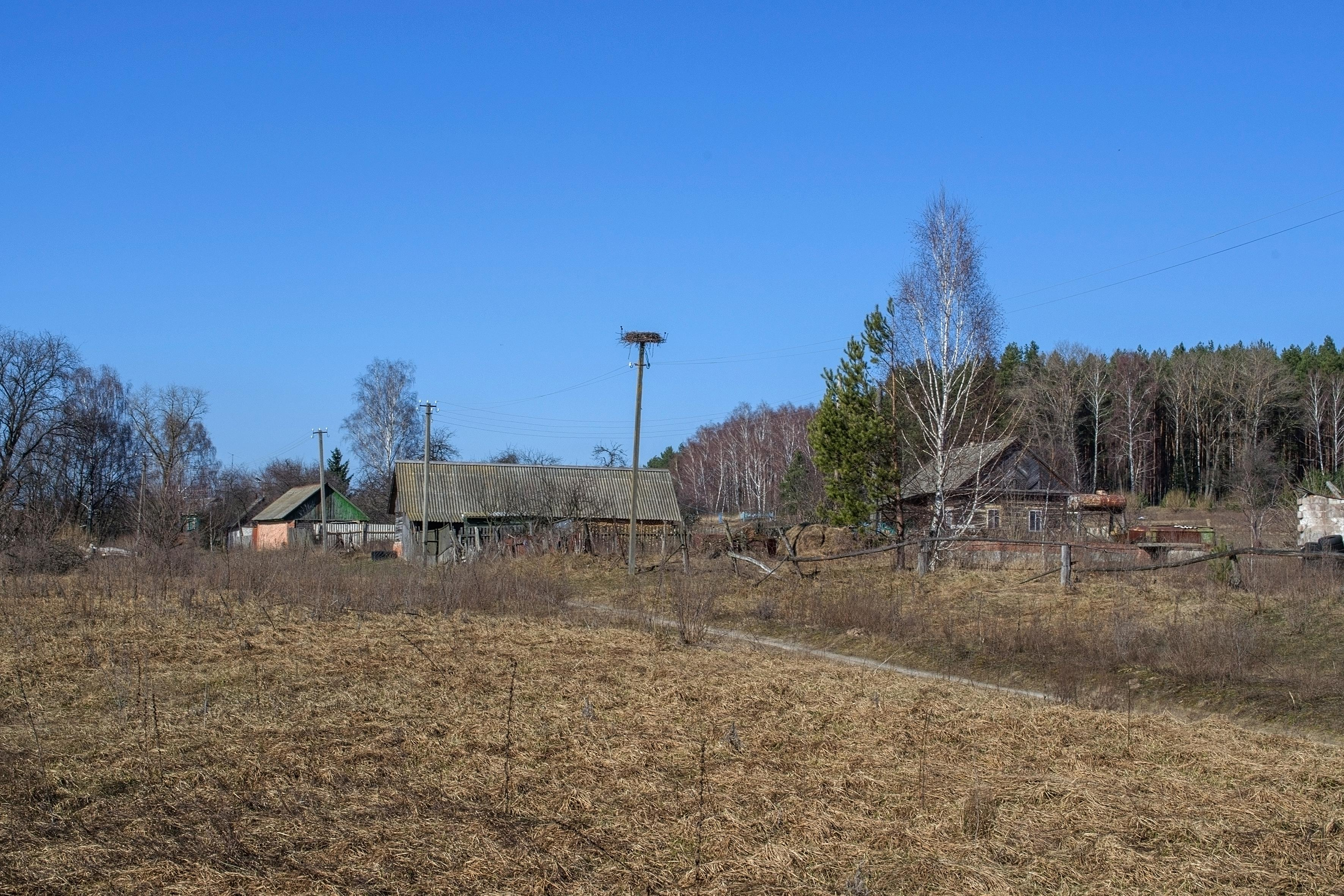
Rohoschtschi

## Geographie
Rohoschtschi liegt nahe der Fernstraße M 01 / E 95 zwischen Ripky im Norden und dem 24 km südlich gelegenen Oblastzentrum Tschernihiw.
Am 12. Juni 2020 wurde das Dorf ein Teil der Landgemeinde Nowyj Bilous, bis dahin war es Teil der Landratsgemeinde Dowschyk (Довжицька сільська рада/Dowschyzka silska rada) im Zentrum des Rajons Tschernihiw.

## Persönlichkeiten
Ende des 16. Jahrhunderts kam in Rohoschtschi der Ataman der Saporoger Kosaken Iwan Sulyma zur Welt.